# Boldog Jolán
Árpád-házi Jolán vagy Magyarországi Jolán (ismert még Lengyelországi Jolán és Jolánta néven is, lengyelül: Jolenta Węgierska; 1235 körül – 1298. június 11.), az Árpád-házból származó magyar királyi hercegnő, klarissza apáca, aki 1827-es boldoggá avatását követően Boldog Jolán (lengyelül: Błogosławiona Jolenta) néven ismeretes. Jolán IV. Béla magyar király és Laszkarisz Mária királyné leánya volt, aki Jámbor Boleszlávval kötött házassága révén kaliszi és gnieznói hercegné is volt. Közvetlen családtagjai között további boldogok és szentek is voltak, nagynénje volt Szent Erzsébet, leánytestvérei pedig Szent Kinga, Boldog Konstancia és Szent Margit voltak. Ünnepnapja a június 15.
Férje 1279-ben bekövetkezett halálát követően Jolán szétosztotta vagyonát az egyház és rokonai között, majd az ekkora már szintén özvegy testvérével, Kingával az ószandeci klarissza kolostorba vonult. Mikor 1292-ben meghalt testvére is, Jolán átköltözött a férje által alapított gnieznói kolostorba és annak apátnője lett, majd nem sokkal később, 1298. június 11-én ő maga is meghalt. A kolostor kápolnájában temették el, majd az ott történt gyógyulások miatt avatták boldoggá.

## Származása
Jolán hercegnő 1235 körül született Esztergomban, a magyar királyi dinasztia, az Árpád-ház tagjaként. Apja IV. Béla magyar király, II. András magyar király és Merániai Gertrudis királyné fia volt. Apai nagyapai dédszülei III. Béla magyar király és Châtillon Anna királyné (Châtillon Rajnald antiochiai fejedelem leánya), míg apai nagyanyai dédszülei IV. Bertold merániai herceg és Rochlitzi Ágnes (III. Dedo lausitzi őrgróf leánya) voltak. Anyja Laszkarisz Mária királyné, aki I. Theodórosz nikaiai császár és Angelina Anna császárné leánya volt. Anyai nagyanyai dédapja III. Alexiosz bizánci császár volt.
Szülei házasságából összesen tíz gyermek született, nyolc leány és két fiú, melyek közül Jolán volt az ötödik. Testvérei között van többek között Szent Kinga lengyel fejedelemné, V. Boleszláv lengyel fejedelem felesége; Anna macsói hercegné, III. Rosztyiszlav kijevi nagyfejedelem felesége; Erzsébet bajor hercegné, XIII. Henrik bajor herceg hitvese; Boldog Konstancia halicsi hercegné, I. Leó halicsi király felesége, továbbá V. István magyar király és Árpád-házi Szent Margit is.

## Házasság és gyermekei
Jolán férje a Piast-házból származó Jámbor Boleszláv, Nagy-Lengyelország, valamint Kalisz és Gniezno hercege lett. Boleszláv Ulászló Odon lengyel herceg és Pomerániai Hedvig (feltehetőleg I. Mestwin pomerániai herceg leánya) volt. Házasságukra 1256-ban került sor Krakkóban. Kapcsolatukból összesen három leánygyermek született, köztük egy későbbi lengyel királyné is, aki Łokietek Erzsébet magyar királyné (Károly Róbert magyar király feleségének) édesanyja volt, ezáltal Jolán volt Nagy Lajos magyar király anyai dédanyja. Gyermekei:
- Erzsébet hercegnő (1263 – 1304. szeptember 28.), V. Henrik legnicai herceg felesége.
- Hedvig hercegnő (1266 – 1339. december 10.), I. Ulászló lengyel király hitvese.
- Anna hercegnő (1278 – ?), apáca lett Gnieznóban.[1]